# Star Wars Jedi Knight II: Jedi Outcast
Star Wars: Jedi Knight II: Jedi Outcast è un videogioco ambientato nell'Universo espanso di Guerre stellari, distribuito nell'anno 2002. È stato sviluppato da Raven Software, pubblicato e distribuito da LucasArts in Nord America e da Activision nel resto del mondo. È disponibile su Microsoft Windows, Apple Macintosh, Nintendo GameCube e Xbox. Il motore grafico utilizzato è quello di Quake III Arena. Il seguito di questo gioco è Star Wars: Jedi Knight: Jedi Academy.
In seguito alla dichiarata chiusura ufficiale della casa di distribuzione LucasArts avvenuta nel 2013, il codice sorgente di Jedi Outcast, come quello di Jedi Academy è stato pubblicato dalla software house di produzione su SourceForge.
A seguito di quest'avvenimento, alcuni sviluppatori indipendenti hanno iniziato il porting del titolo per la piattaforma Linux
Una versione rimasterizzata è uscita nel 2019 per Playstation 4 e Nintendo Switch.

## Trama
Il gioco è ambientato qualche anno dopo la fine di Star Wars Dark Forces II: Mysteries of the Sith. Da quando ha rischiato di cedere al lato oscuro, Kyle Katarn ha abbandonato la sua spada laser e la Forza e lavora per la Repubblica insieme alla sua compagna Jan Ors.
La storia comincia con una missione assegnata a Kyle ed Jan da Mon Mothma per investigare la presenza di forze imperiali (Remnant) sul pianeta Kejim, per via dii frammenti di messaggi criptici decriptati  intesi per un Ammiraglio imperiale di nome Galak Fryar che parla della valle degli Jedi ed i "Reborn".
La missione rivela la presenza degli imperiali sul pianeta e che la base non fosse affatto abbandonata nonostante le apparenze, dove gli imperiali facevano esperimenti con dei cristalli su dei civili catturati da Artus Prime.
Distrutto ciò che rimaneva delle forze imperiali sul pianeta, Kyle e Jan tornano su Coruscant, dove Mon Mothma gli chiede di recarsi su Artus Prime, mondo minerario, e fermare l'operazione Imperiale di estrazione di questi misteriosi cristalli.
Infiltrandosi su Artus Prime grazie a una pioggia di meteore, Kyle riesce a farsi strada nel cuore della fabbrica, dove attiva l'autodistruzione ed fa evadere dei civili rapiti dall'Impero.
Tuttavia, alla fine della missione, Jan viene rapita dal Jedi Oscuro Desann e dalla sua allieva Tavion e mentre Kyle cerca di fermarli, Desann ordina a Tavion di uccidere Jan ed umilia Kyle, sconfiggendolo con facilità per la perdita della forza di quest'ultimo. 
Adirato, Kyle si avvia verso la Valle dei Jedi per prendere parte del suo potere e recuperare la sua abilità nella Forza, e in seguito si reca su Yavin IV per riprendere la sua spada laser da Luke Skywalker, che lo mette sotto prova avendo nascosto la spada laser nel tempio, Kyle scopre anche da Luke il passato di Desann, un tempo un Jedi che dopo una lite con uno studente l'ha ucciso e poi è fuggito.
Kyle quindi si reca su Nar Shaddaa, per investigare su Desann e scoprire dove si trova, dopo aver parlato con un barista e causato una rissa con dei banditi, scopre che Reelo Baruk potrebbe sapere dove si trova.
Seguendo gli smaltitori di rifiuti, Kyle riesce ad arrivare a Reelo, che si rifiuta di rivelargli la posizione di Desann e gli tiene un'imboscata con i suoi scagnozzi e torrette automatiche.
Nella pianta di smaltimento rifiuti, Kyle scopre che Lando Calrissian è tenuto prigioniero dopo aver provato anche lui a chiedere a Reelo di Desann, una volta però che Kyle si è liberato degli scagnozzi di Reelo, egli è già fuggito ma riesce a liberare Lando, così insieme decidono di scappare sulla nave di Lando, poiché la nave di Kyle era rimasta all'accademia.
Nell'hangar però, scoprono che Reelo ha bloccato tutte le porte dell'hangar, ed la nave è rimasta senza carburante, così Kyle si fa strada nel complesso per sbloccare le porte e rifornire la nave di Lando.
Una volta rifornita la nave ed Lando e Kyle si preparano a partire, Reelo si è riorganizzato e attacca con molti dei suoi uomini e una torretta la nave, anche se Kyle riesce tramite la torretta della nave a eliminare tutti, incluso Reelo.
Essendo partiti, Lando chiede a Kyle del suo interesse per Desann, e rivela la morte di Jan, per cui Lando decide di aiutare Kyle in quanto Desann ha portato delle truppe imperiali su Bespin ed lo lascia ai livelli inferiori della stazione, dove c'è ancora presenza di forze imperiali, mentre Lando si organizzerà ai livelli superiori per scendere e così intrappolare Desann.
Tuttavia, dopo aver eliminato molte forze imperiali, Kyle scopre che Desann era già partito, ed aveva lasciato Tavion ad accogliere Kyle, rivelandogli come la manovra di uccidere Jan fosse orchestrata per far sì che Kyle si recasse alla Valle dei Jedi, seguendolo per poi drenare la valle degli Jedi usando i cristalli di Artus Prime per infonderli nelle truppe di Desann.
Kyle affronta Tavion, ed colmo di rabbia, sta per uccidere Tavion quando lei gli rivela che Jan è ancora viva, e gli rivela questo fatto perché lei ha paura di morire, così Kyle la lascia andare.
Kyle si imbarca sulla nave cortosis di Tavion, perché scopre che Jan è tenuta prigioniera sulla nave di Galak Fryyar, e si infiltra su una fortezza imperiale fino alla nave di Galak.
Una volta sulla nave, Kyle riceve una comunicazione da Luke Skywalker, che lo avvisa di comunicare la posizione della nave a Rogue Squadron di Antilles e disabilitare lo scudo deflettore della nave per distruggere la nave, prima di perdere il contatto per via dell'entrata nell'iperspazio della nave.
Nel frattempo Kyle riesce a salvare Jan, dopo aver trasmesso con successo a Rogue Squadron la posizione della nave, affronta così l'ammiraglio Galak Fryyar, avvolto in un'armatura fatta di Cortosis, una lega resistente alle spade laser, anche se ciò non impedisce a Kyle di sovraccaricare la sua armatura e farlo esplodere insieme al generatore degli scudi.
Desann pianifica di invadere il tempio Jedi di Yavin IV, eliminare tutti gli Jedi e di riformare l'Impero Galattico, ed quindi Kyle si reca su Yavin IV per fermarlo.
Arrivato al tempio, Kyle elimina molti assaltatori imperiali ed Shadowtrooper (ibrido tra un jedi oscuro e un assaltatore imperiale) finché arriva a Desann, che lo provoca dicendo che i Jedi sono deboli, per cui devono essere eradicati per lasciare una classe forte dominante che usa la forza come arma.
Dopo aver detto a Desann che la sua guerra è ormai persa perché la nave di Galak è stata distrutta e i Jedi del tempio hanno sconfitto i Reborn di Desann, Desann cambia atteggiamento e cerca di reclutare Kyle Katarn dalla sua parte, essendosi reso conto che Kyle Katarn è molto potente, ma Kyle risponde offrendo a Desann una possibilità di riunirsi ai Jedi, cosa che fa infuriare Desann e fa iniziare lo scontro.
Dopo aver finito Desann, Kyle torna da Luke, e dichiara che si sottoporrà a un addestramento Jedi in quanto ha deciso di ritornare uno Jedi.

### Personaggi principali
- Kyle Katarn: agente per la Repubblica e cavaliere Jedi, maschio umano, nonché protagonista.
- Jan Ors: Mercenario per la Repubblica e amica di Kyle, femmina umana
- Desann: Jedi Oscuro, maschio Chistori, antagonista principale.
- Luke Skywalker: maestro Jedi, maschio umano
- Lando Calrissian: ufficiale della Repubblica, maschio umano
- Galak Fyyar: ammiraglio/scienziato dell'Impero, maschio umano, antagonista secondario.
- Tavion: Jedi Oscura e apprendista di Desann, femmina umana
- Reelo Baruk: signore del crimine di Nar Shaddaa, maschio rodiano
- Morgan Katarn: padre di Kyle, appare come spirito di Forza, maschio umano
- Mon Mothma: capo di Stato della Repubblica, femmina umana

### Doppiaggio
- Jeff Bennett: Kyle Katarn/Assaltatore Imperiale
- Billy Dee Williams: Lando Calrissian
- Mark Klastorin: Desann
- Vanessa Marshall: Jan Ors
- Bob Bergen: Luke Skywalker
- Carolyn Seymour: Mon Mothma
- Jacob Witkin: Morgan Katarn
- Katherine Soucie: Tavion
- Kevin Michael Richardson: Gran/ Reelo Baruk

## Modalità di gioco
La modalità di gioco si svolge pressoché come i precedenti capitoli, con diverse armi che il giocatore può raccogliere dai nemici caduti o dalle rastrelliere, eliminando i nemici ed attraversando gli ostacoli naturali per finire i livelli esplorabili, si aggiunge poi il combattimento in terza persona usando la spada laser e i poteri della forza che permettono di saltare dirupi, spingere oggetti o attivare leve da lontano ed convincere anche i nemici a combattere dalla propria parte.

## Sequel
Nel 2003, venne rilasciato il seguito di Jedi Outcast, cioè Jedi Academy. 